# Saint-Alban-sur-Limagnole
Saint-Alban-sur-Limagnole is een gemeente in het Franse departement Lozère (regio Occitanie). De gemeente telde 1.378 inwoners op 1 januari 2022. De plaats maakt deel uit van het arrondissement Mende.

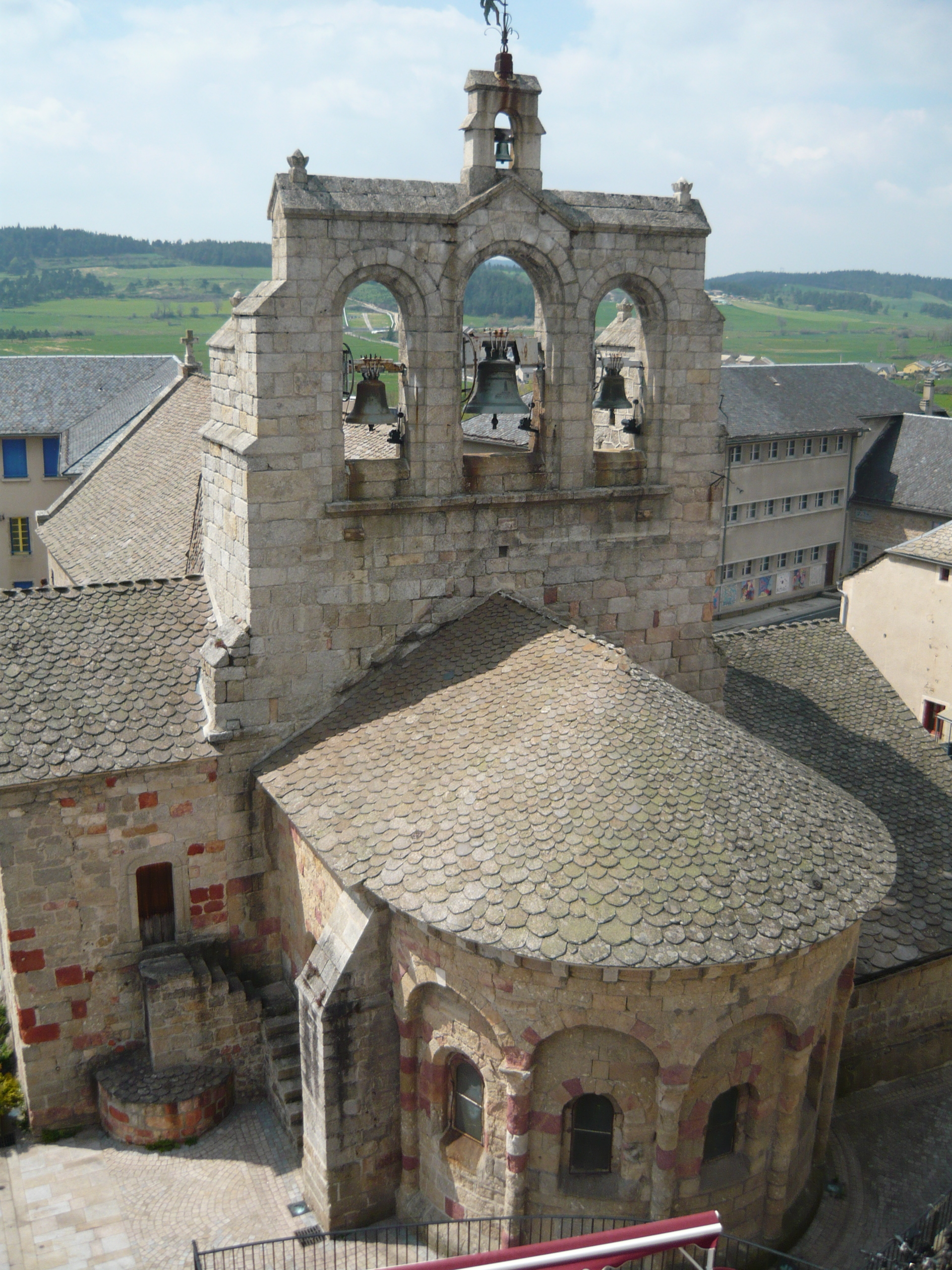
Kerk van Saint-Alban-sur-Limagnole
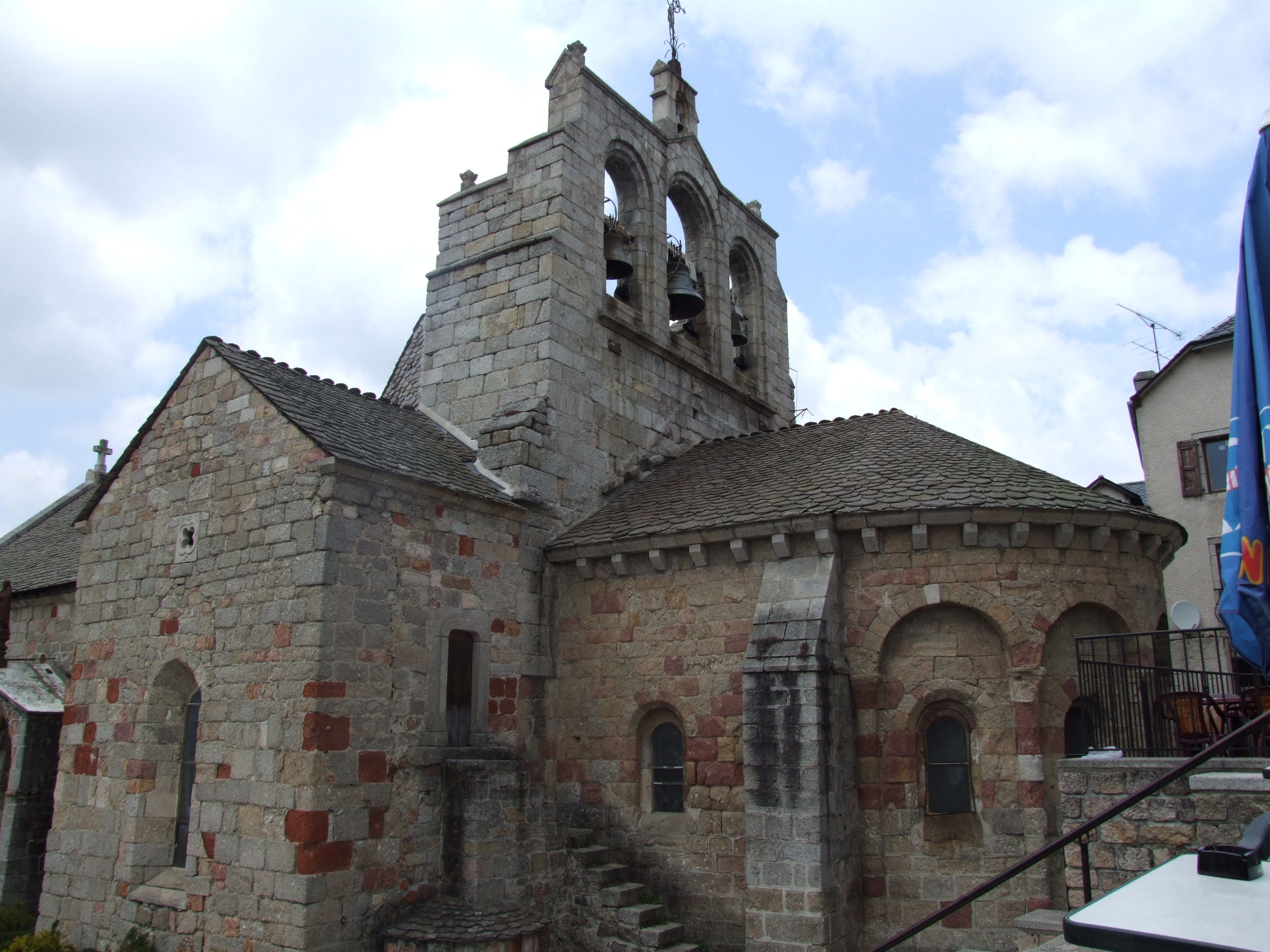
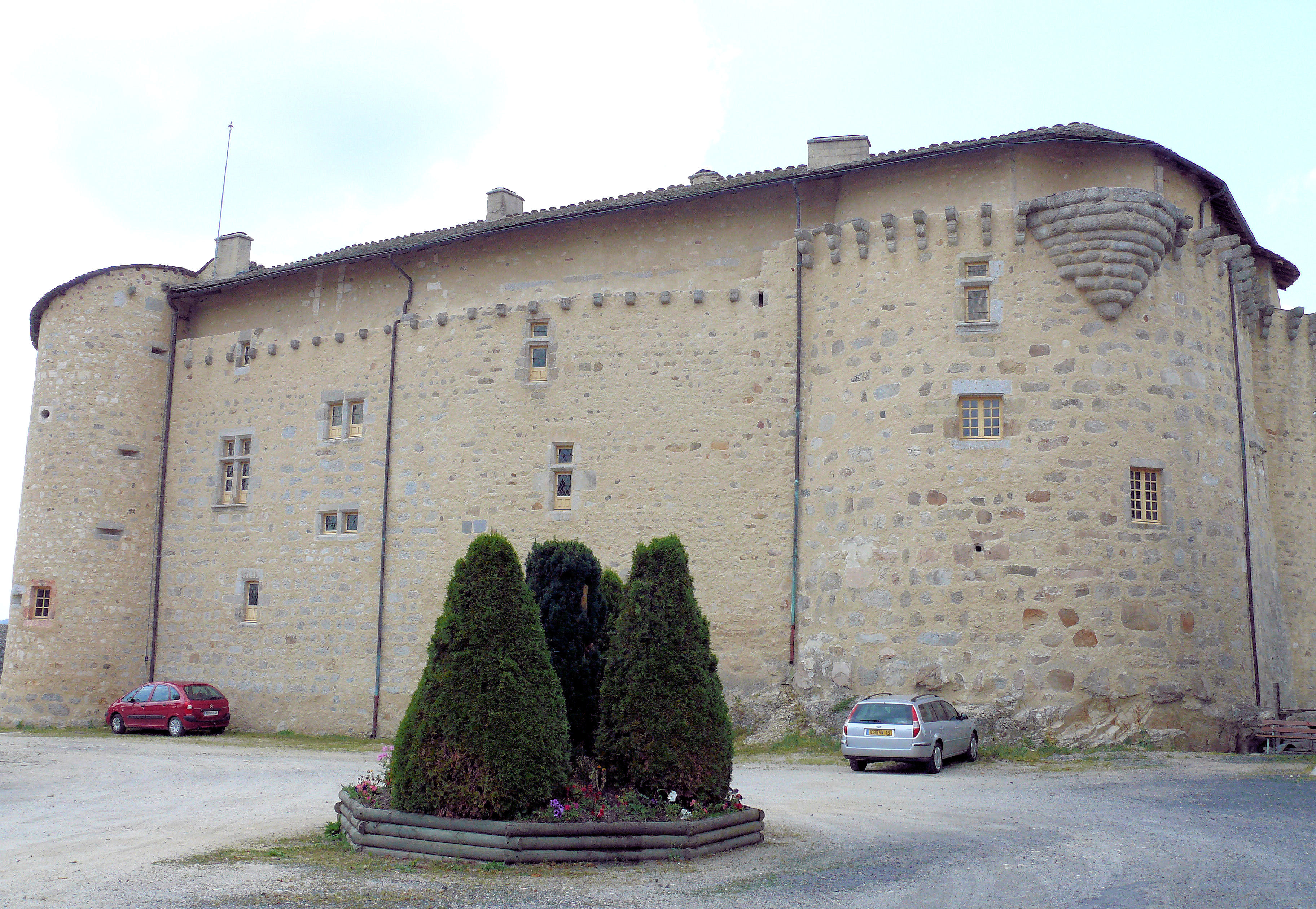
Kasteel van Saint-Alban-sur-Limagnole

## Geografie
De oppervlakte van Saint-Alban-sur-Limagnole bedroeg op 1 januari 2022 51,23 vierkante kilometer; de bevolkingsdichtheid was toen 26,9 inwoners per km².
De gemeente ligt in de natuurlijke streek Margeride.
Naast het centrum Saint-Alban-sur-Limagnole telt de gemeente verschillende gehuchten: La Bessière, L’Esteyrès, La Chaumette, Le Mazel, Montalbert, Chabannes des Bois, Le Marlet, Ferluc, Le Rouget, Les Faux, Limbertès, La Malige, Chinchazes, Chassefeyre, Le Monteil, Grazières Mages, Grazières Menoux, La Rouvière en Les Courses.
De onderstaande kaart toont de ligging van Saint-Alban-sur-Limagnole met de belangrijkste infrastructuur en aangrenzende gemeenten.

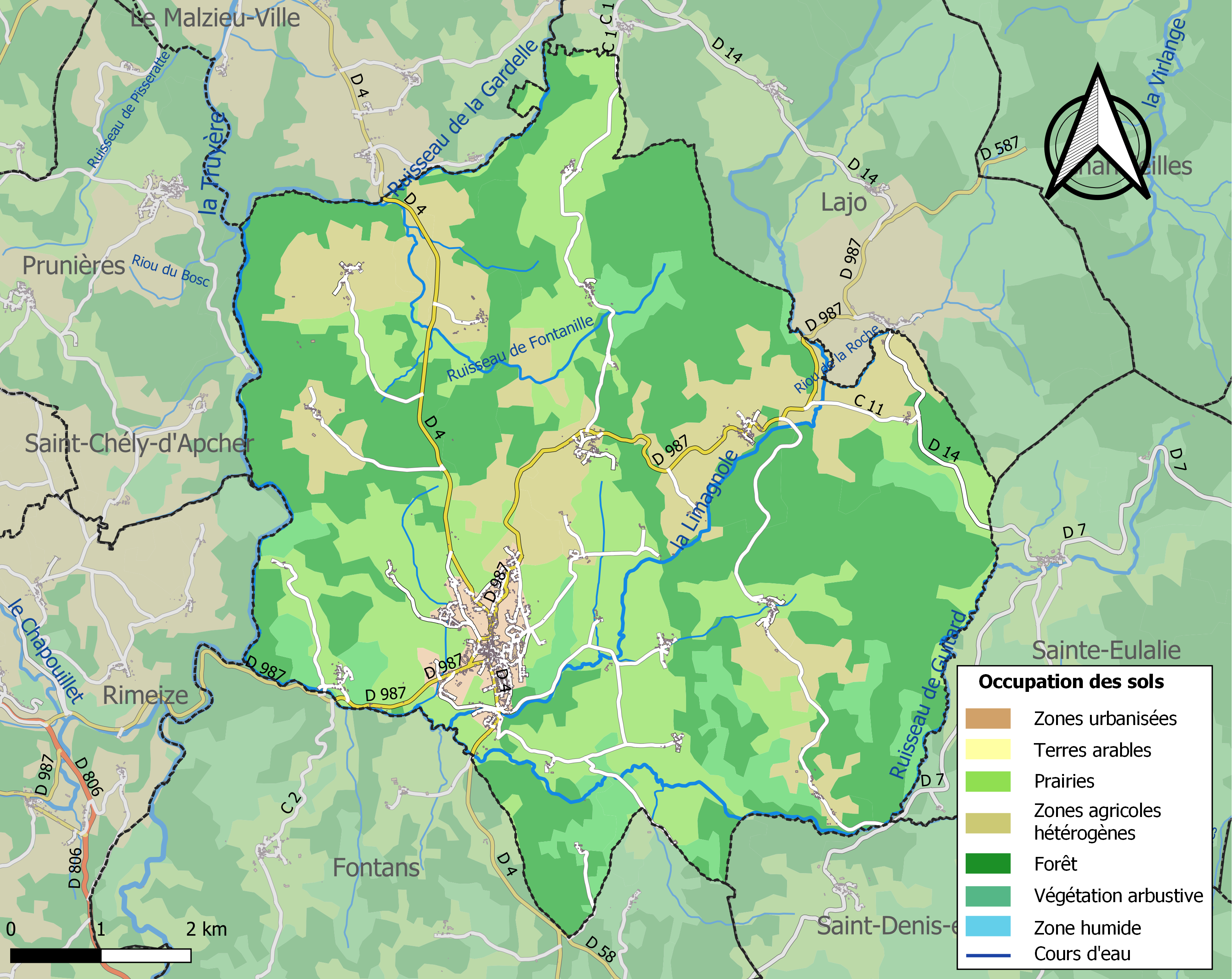

## Demografie
Onderstaande figuur toont het verloop van het inwonertal (bron: INSEE-tellingen).

## Toerisme
De wandelroute GR65 loopt door de gemeente.
De romaanse kerk van Saint-Alban-sur-Limagnole stamt uit de 12e eeuw. Het kasteel stamt oorspronkelijk uit de 11e eeuw maar heeft veel stijlkenmerken uit de renaissance.